# معادله دیفرانسیل با مشتقات جزئی
معادلات دیفرانسیل با مشتقات جزئی (Partial Differential Equations) (که با کوته‌نوشت PDE خوانده می‌شوند) به دسته‌ای از معادلات دیفرانسیل گفته می‌شوند که در آنها توابع مجهول بر حسب چند متغیر مستقل به همراه مشتق پاره‌ای توابع نسبت به آن متغیرها شرکت داشته باشند. به این دسته از معادلات دیفرانسیل، «معادلات دیفرانسیل پاره‌ای»، «معادلات دیفرانسیل با مشتقات جزئی» یا «معادلات دیفرانسیل جزئی» گفته می‌شود.
معادلات دیفرانسیل در علوم پایه نظیر ریاضی، علوم کامپیوتر، فیزیک، شیمی، زیست‌شناسی و ستاره شناسی و همچنین علوم مهندسی نظیر مکانیک، برق، مواد و مهندسی شیمی کاربردی گسترده و حضوری چشمگیر دارند. معادله دیفرانسیل یک دسته از معادلات ریاضی است که بیانگر رابطه بین یک تابع مجهول از یک یا چند متغیر مستقل و مشتق‌های مرتبه‌های مختلف آن نسبت به متغیرهای مستقل است. بسیاری از قوانین عمومی طبیعت (در فیزیک، شیمی، زیست‌شناسی و ستاره‌شناسی) طبیعی‌ترین بیان ریاضی خود را در زبان معادلات دیفرانسیل می‌یابند. با توجه به اینکه اغلب معادلات دیفرانسیل که به واقعیت پدیده‌ها نزدیک هستند، دارای ترم‌های غیرخطی و پیچیده می‌باشند و یافتن جواب تحلیلی برای آنها امری دشوار یا غیرممکن است. عدم وجود پاسخ تحلیلی برای این گونه معادلات پیچیده و غیرخطی، منجر به ایجاد و گسترش روش‌های حل عددی شده‌است. مهم‌ترین پارامترهای ارزیابی روش‌های حل عددی، سرعت، دقت و صحت حل معادله است. با توجه به ارتقاء چشمگیر سرعت و ظرفیت پردازش اطلاعات در پردازنده‌ها و کامپیوترها در اواخر قرن نوزدهم، روشهای حل عددی نیز گسترده‌تر شدند و همچنان نیز این ارتقاء و گستردگی ادامه دارد. با رشد هوش مصنوعی، امروزه از یادگیری ماشین برای حل این معادلات استفاده می‌شود.